# Castelleone di Suasa

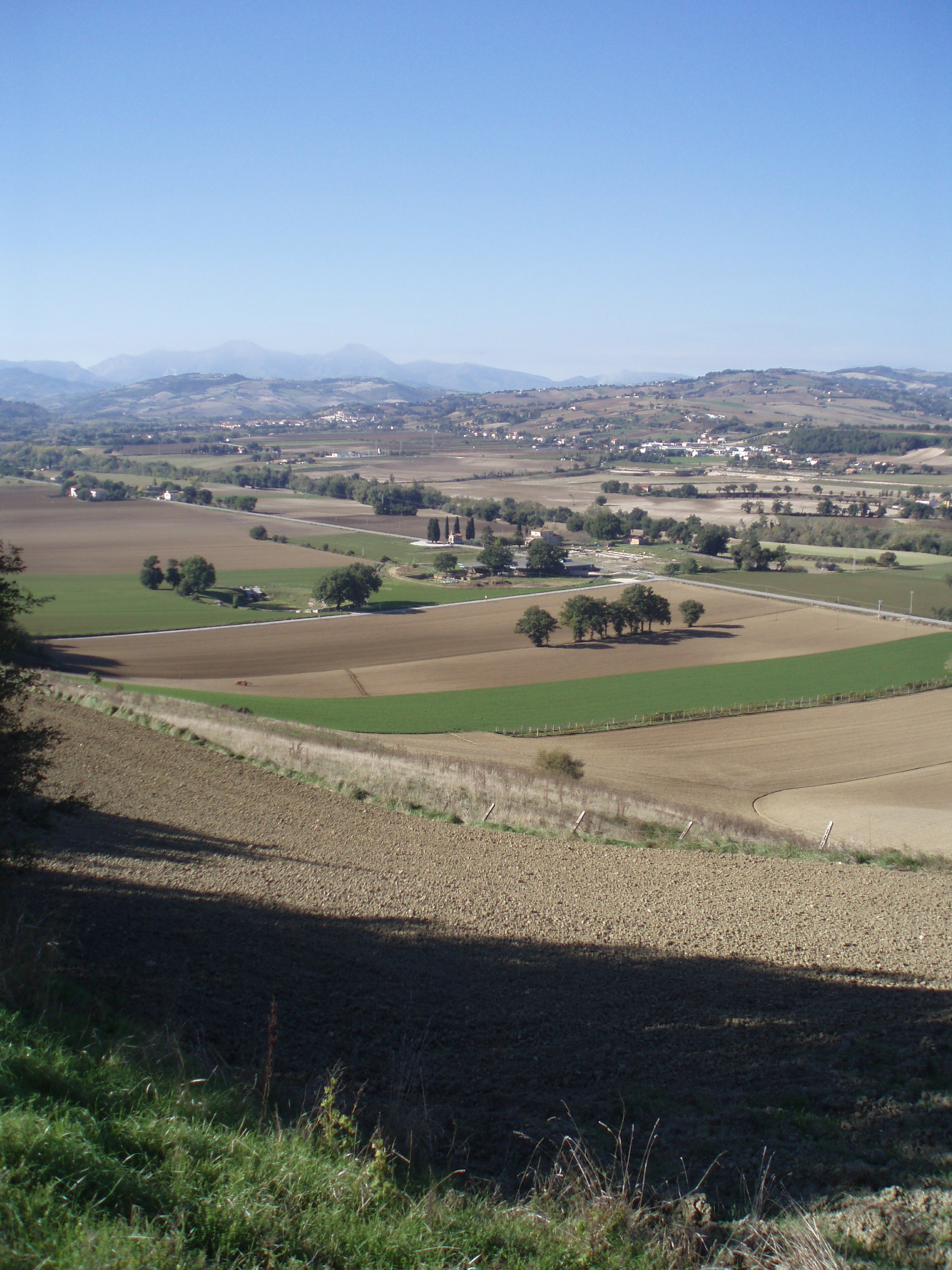
Vista del Área Arqueológica de la antigua Ciudad de Suasa.

Castelleone di Suasa es una localidad y comune italiana de la provincia de Ancona, región de Las Marcas, con 1717 habitantes.
Es más conocida por el Parque Arqueológico de Suasa, una antigua ciudad fundada por los romanos después de la batalla de Sentino, a principios del siglo III a. C., y abandonada en el siglo VI d. C.

## Evolución demográfica
| Gráfica de evolución demográfica de Castelleone di Suasa entre 1861 y 2001 |
|                                                                            |
| Fuente ISTAT - elaboración gráfica de Wikipedia                            |